# Клирфилд (Ајова)
Клирфилд (енгл. Clearfield) град је у америчкој савезној држави Ајова. По попису становништва из 2010. у њему је живело 363 становника.

## Демографија
Према попису становништва из 2010. у граду је живело 363 становника, што је -8 (-2.2%) становника више него 2000. године.
| Група             | 2000.       | 2010.       |
| Белци             | 365 (98,4%) | 349 (96,1%) |
| Афроамериканци    | 0 (0,0%)    | 2 (0,6%)    |
| Азијати           | 0 (0,0%)    | 0 (0,0%)    |
| Хиспаноамериканци | 6 (1,6%)    | 6 (1,7%)    |
| Укупно            | 371         | 363         |